# Žáravice
Žáravice (en allemand : Scharawitz) est une commune du district de Pardubice, dans la région de Pardubice, en République tchèque. Sa population s'élevait à 118 habitants en 2024.

## Géographie
Žáravice se trouve à 9 km au sud-est de Chlumec nad Cidlinou, à 18 km à l'ouest-nord-ouest de Pardubice, à 23 km au sud-ouest de Hradec Králové et à 81 km à l'est de Prague.
La commune est limitée par Malé Výkleky et Voleč au nord, par Vyšehněvice à l'est, par Sopřeč au sud, et par Vápno à l'ouest.

## Histoire
La première mention écrite de la localité date de 1436.

## Galerie

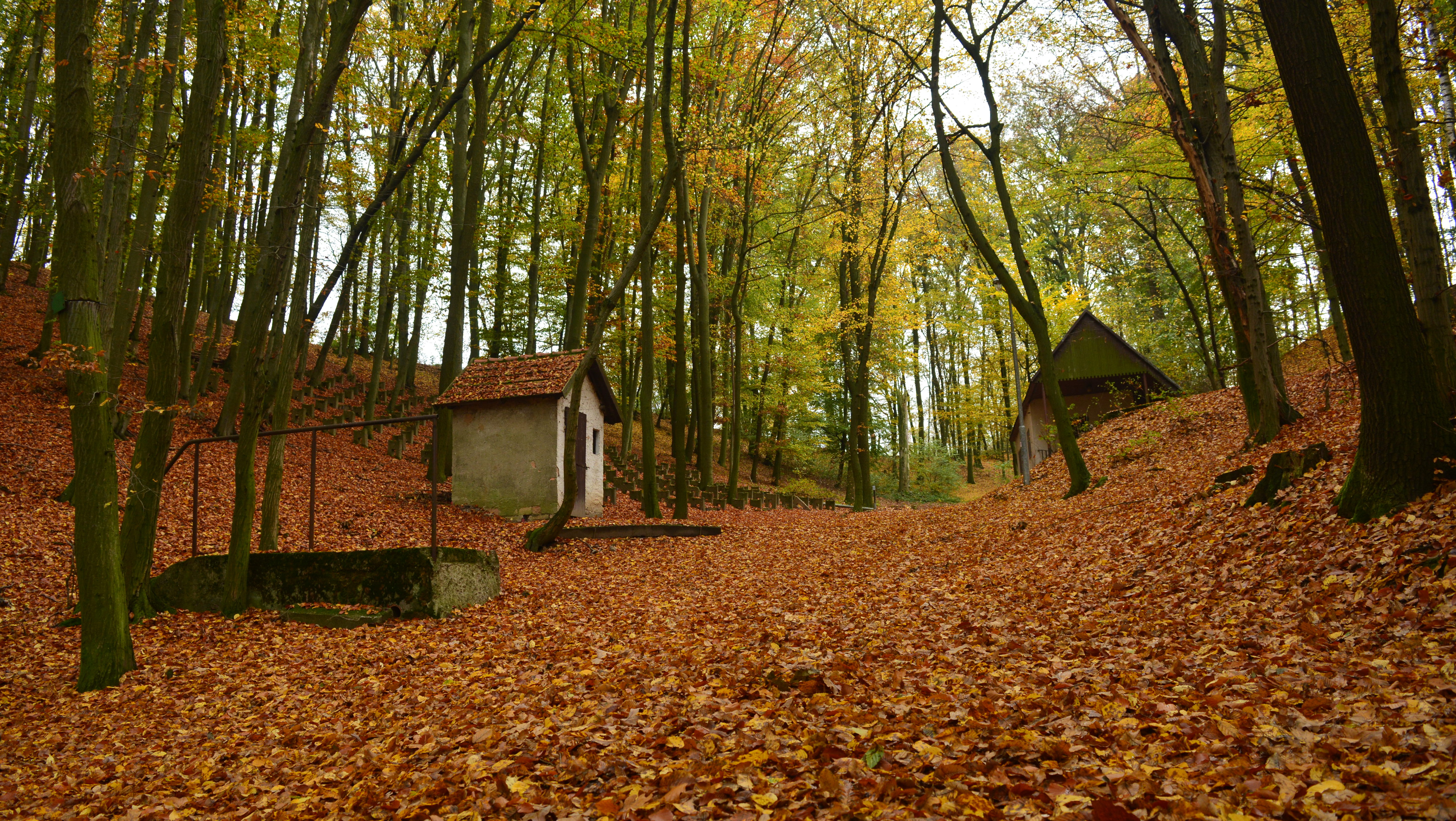
Na Hradech : réserve naturelle.
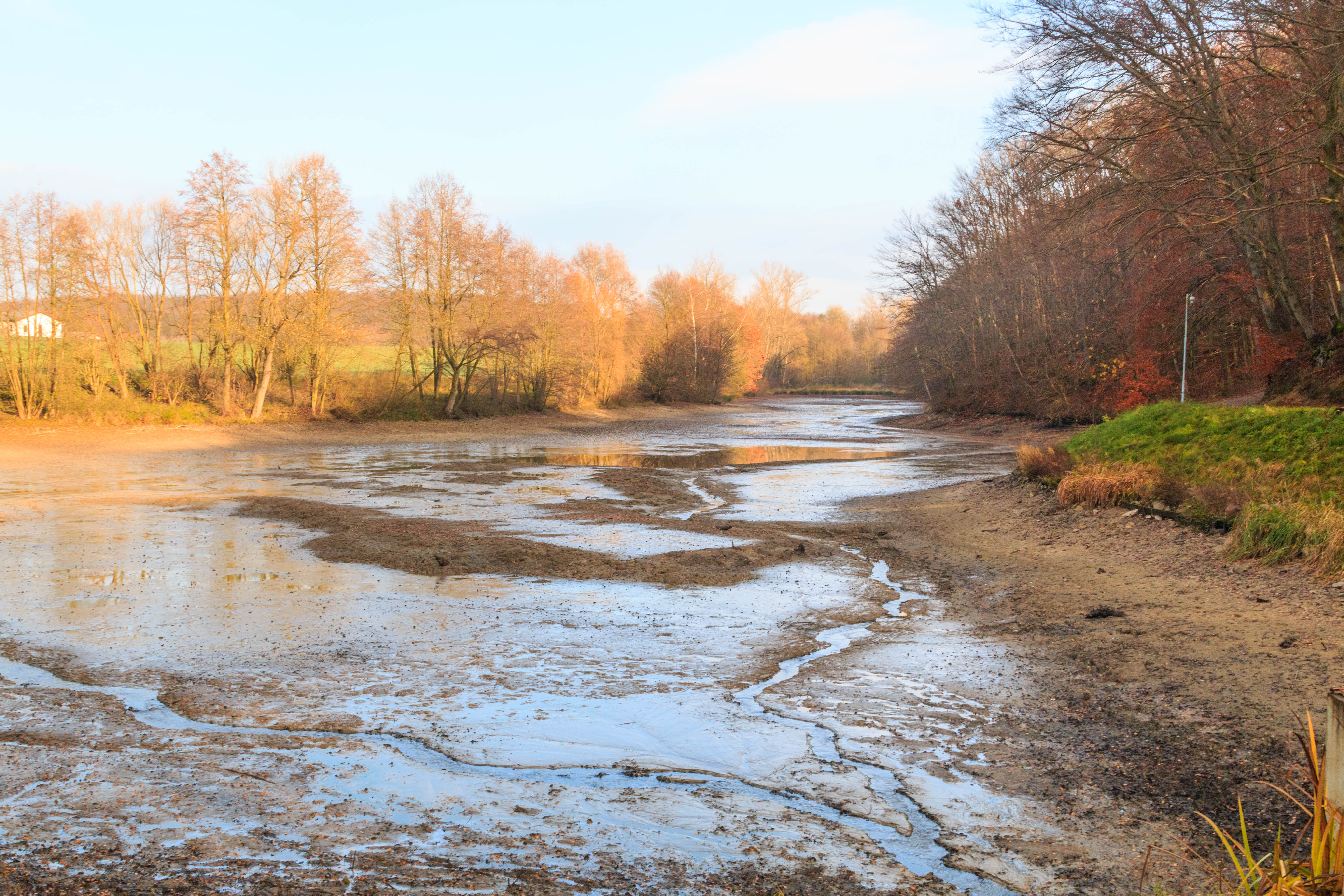
Étang à Žáravice.

## Transports
Par la route, Žáravice se trouve à 10 km de Chlumec nad Cidlinou, à 11 km de Přelouč, à 20 km de Pardubice et à 94 km de Prague. 